# فرودگاه بین‌المللی ممفیس

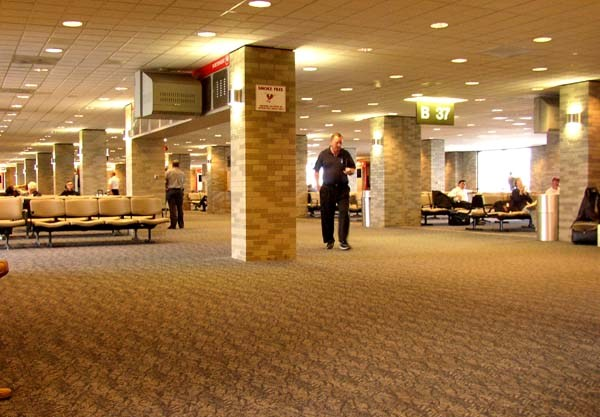
پایانه ب

فرودگاه بین‌المللی ممفیس (به انگلیسی: Memphis International Airport) فرودگاهی بین‌المللی است که در شهر ممفیس در ایالت تنسی واقع شده و از فرودگاه‌های پر رفت‌وآمد آمریکا می‌باشد.
این فرودگاه بزرگترین فرودگاه ایالت است.